# Nazionale maschile under 20 di calcio del Camerun

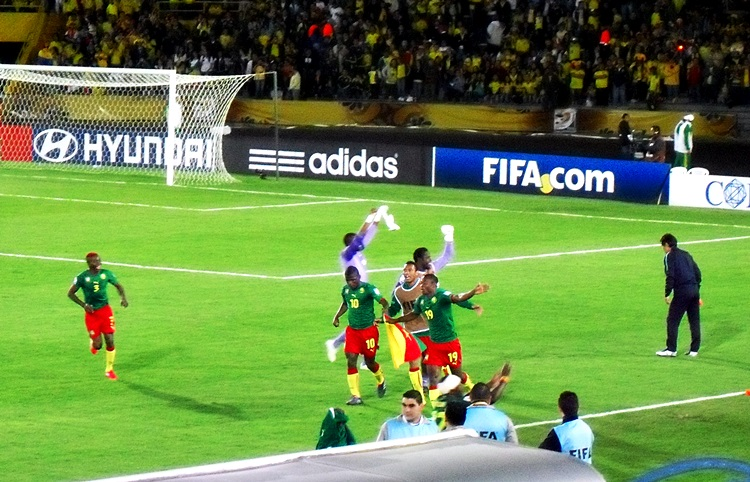
Campionato mondiale di calcio Under-20 2011, celebrazione dopo la sconfitta della nazionale Under-20 di calcio dell'Uruguay

La nazionale Under-20 di calcio del Camerun, nota anche con l'appellativo "I leoni indomabili" (in francese Les Lions Indomptables), è la rappresentativa Under-20 della nazionale di calcio del Camerun, sotto l’egida della Fédération Camerounaise de Football.

## Partecipazioni a competizioni internazionali

### Mondiali Under-20
| Anno   | Piazzamento      | G               | V               | N*              | P               | GF              | GS              |
| ------ | ---------------- | --------------- | --------------- | --------------- | --------------- | --------------- | --------------- |
| 1977   | Non qualificata  | Non qualificata | Non qualificata | Non qualificata | Non qualificata | Non qualificata | Non qualificata |
| 1979   | Non qualificata  | Non qualificata | Non qualificata | Non qualificata | Non qualificata | Non qualificata | Non qualificata |
| 1981   | Primo turno      | 3               | 0               | 1               | 2               | 3               | 6               |
| 1983   | Non qualificata  | Non qualificata | Non qualificata | Non qualificata | Non qualificata | Non qualificata | Non qualificata |
| 1985   | Non qualificata  | Non qualificata | Non qualificata | Non qualificata | Non qualificata | Non qualificata | Non qualificata |
| 1987   | Non qualificata  | Non qualificata | Non qualificata | Non qualificata | Non qualificata | Non qualificata | Non qualificata |
| 1989   | Non qualificata  | Non qualificata | Non qualificata | Non qualificata | Non qualificata | Non qualificata | Non qualificata |
| 1991   | Non qualificata  | Non qualificata | Non qualificata | Non qualificata | Non qualificata | Non qualificata | Non qualificata |
| 1993   | Primo turno      | 3               | 1               | 0               | 2               | 4               | 5               |
| 1995   | Quarti di finale | 4               | 2               | 1               | 1               | 7               | 6               |
| 1997   | Non qualificata  | Non qualificata | Non qualificata | Non qualificata | Non qualificata | Non qualificata | Non qualificata |
| 1999   | Ottavi di finale | 4               | 2               | 0               | 2               | 8               | 9               |
| 2001   | Non qualificata  | Non qualificata | Non qualificata | Non qualificata | Non qualificata | Non qualificata | Non qualificata |
| 2003   | Non qualificata  | Non qualificata | Non qualificata | Non qualificata | Non qualificata | Non qualificata | Non qualificata |
| 2005   | Non qualificata  | Non qualificata | Non qualificata | Non qualificata | Non qualificata | Non qualificata | Non qualificata |
| 2007   | Non qualificata  | Non qualificata | Non qualificata | Non qualificata | Non qualificata | Non qualificata | Non qualificata |
| 2009   | Primo turno      | 3               | 1               | 0               | 2               | 3               | 7               |
| 2011   | Ottavi di finale | 4               | 1               | 2               | 1               | 3               | 3               |
| 2013   | Non qualificata  | Non qualificata | Non qualificata | Non qualificata | Non qualificata | Non qualificata | Non qualificata |
| 2015   | Non qualificata  | Non qualificata | Non qualificata | Non qualificata | Non qualificata | Non qualificata | Non qualificata |
| 2017   | Non qualificata  | Non qualificata | Non qualificata | Non qualificata | Non qualificata | Non qualificata | Non qualificata |
| 2019   | Non qualificata  | Non qualificata | Non qualificata | Non qualificata | Non qualificata | Non qualificata | Non qualificata |
| 2023   | TBD              | TBD             | TBD             | TBD             | TBD             | TBD             | TBD             |
| Totale | 6/23             | 21              | 7               | 4               | 10              | 28              | 36              |

## Palmarès
- Coppa delle Nazioni Africane Under-20
  - Vincitori (1): 1995
  - Finalisti (4): 1981, 1993, 2009, 2011
  - Terzo posto (1): 1999
- Jeux de la Francophonie
  - Terzo posto 1997
  - Quarto posto: 2001, 2005

## Tutte le rose

### Campionato mondiale di calcio Under-20
Campionato mondiale di calcio Under-20 19811 Yombo, 2 Mfédé, 3 Onana, 4 Nji, 5 Kopla, 6 Tobo, 7 Kwedi, 8 Macky, 9 Wamba, 10 E. Ebongué, 11 Djonkep, 12 Eyobo, 13 Kingué, 14 Belinga, 15 Ollé Ollé, 16 M. Ebongué, 17 Dibongué, 18 Mbarga, CT: Ognjanović
Campionato del mondo Under-20 19931 Eboué, 2 Edjente, 3 Njuakam, 4 Mbvoumin, 5 Tchoutang, 6 N'Diefi, 7 Tobit, 8 Mimpo, 9 Suffo, 10 Ndongo, 11 Ndiba, 12 Moukoko, 13 Embé, 14 Song, 15 Foé, 16 Andomo, 17 Lewono, 18 Anya, CT: Manga Onguéné
Campionato del mondo Under-20 19951 Etoundi, 2 Ngaha, 3 Womé, 4 Ebode, 5 Mboo, 6 Ngomoe, 7 Ntamag, 8 Tchango, 9 Ndiefi, 10 Simo, 11 Sanda, 12 Tam Bikai, 13 Ngnindon, 14 Halidou, 15 Geremi, 16 Njeukam, 17 Essa Mvondo, 18 Epalle, CT: Manga Onguéné
Campionato del mondo Under-20 19991 Kameni, 2 Modo Abouna, 3 Hamga, 4 Lebe, 5 Moussongui, 6 Nzinkeu, 7 M'Bami, 8 Inogue, 9 Kioyo, 10 Dikoume, 11 Komol, 12 Idrissou, 13 Tcheutchoua, 14 Kome, 15 Ibrahima, 16 N'Djema, 17 Bikoi, 18 Tabi, CT: Gweha
Campionato del mondo Under-20 20091 Beyokol, 2 Mvondo, 3 Abad, 4 Banana, 5 Tabot, 6 Fomen, 7 Boumal, 8 Soppo, 9 Owona, 10 Zoua, 11 Teikeu, 12 Tangouantio, 13 Parfait, 14 Ekeng, 15 Eto'o, 16 Asong, 17 Tiko, 18 Bapidi, 19 Djoussé, 20 Mvom, 21 Effa, CT: Wabo
Campionato del mondo Under-20 20111 Tangouantio, 2 Nyatchou, 3 Oyongo, 4 Banana, 5 Mvom, 6 Nguessi, 7 Salli, 8 Mbongo, 9 Ohandza, 10 Bitang, 11 Makota, 12 Kom, 13 Leuko, 14 Atouba, 15 Mengue, 16 Efala, 17 Mbuluba, 18 Mbega, 19 Mbondi, 20 Same, 21 Ngana, CT: Ntoungou